# Chelsea Wolfe
Chelsea Joy Wolfe, född 14 november 1983, är en amerikansk singer-songwriter och musiker.

## Skivlista

### Studio album
- The Grime and the Glow (2010)
- Apokalypsis (2011)
- Pain Is Beauty (2013)
- Abyss (2015)
- Hiss Spun (2017)
- Birth of Violence (2019)
- She Reaches Out to She Reaches Out to She (2024)

### Singlar och EP
- "Advice & Vices" digital single (2010, Pendu Sound Recordings)
- "Prayer for the Unborn" EP (2013, Southern Records)
- "Sing Songs Together..." split 7-inch single with King Dude (2013, Sargent House)
- "Sing More Songs Together..." split 7-inch single with King Dude (2014, Not Just Religious Music)
- "Chelsea Wolfe Folkadelphia Session May 31, 2014" digital EP (2014, Folkadelphia)
- "Iron Moon" digital single (2015, Sargent House)
- "Carrion Flowers" digital single (2015, Sargent House)
- "After the Fall" digital single (2015, Sargent House)
- "Hypnos" 7-inch single (2016, Sargent House)
- "16 Psyche" digital single (2017, Sargent House)
- "Vex" digital single (2017, Sargent House)
- "Offering" digital single (2017, Sargent House)
- "The Culling" digital single (2017, Sargent House)
- "Be All Things" digital single (2019, Sargent House)
- "The Mother Road" digital single (2019, Sargent House)
- "American Darkness" digital single (2019, Sargent House)
- "Deranged for Rock & Roll" digital single (2019, Sargent House)
- "Woodstock / Green Altar" (2021, Sargent House)
- "Dusk" (2023, Loma Vista)
- "Whispers in the Echo Chamber" (2023, Loma Vista)
- "Tunnel Lights" (2023, Loma Vista)
- "Everything Turns Blue" (2024, Loma Vista)